# Église de la Nativité-de-la-Vierge de Droupt-Sainte-Marie
L'église de la Nativité-de-la-Vierge est une église située à Droupt-Sainte-Marie, en France.

## Description
La nef et le portail sont du XIIe siècle et le reste est du XVIe siècle, sur un plan en croix latine avec une abside et un transept voûté. La nef a deux bas-côtés et deux travées. Sur les piliers avec colonnettes il y a des figures humaines.

## Localisation
L'église est située sur la commune de Droupt-Sainte-Marie, dans le département français de l'Aube.

## Historique
Cette église date du XIIe et du XVIe siècle c'était un prieur-cure qui dépendait de Troyes du doyenné d'Arcis. Le prieuré de Saint-Georges dépendait de l'abbaye de Saint-Quentin. Pierre Tonnelier en était le prieur-curé en 1508 mais le prieuré disparut à une date inconnue.
L'édifice est inscrit au titre des monuments historiques en 1937.